# Анатольевка (Нижегородская область)
Анатольевка — село в Лысковском районе Нижегородской области России. Относится к Барминской сельской администрации.

## География
Находится на расстоянии 120 километров от Нижнего Новгорода, 7,5 километров от Бармино. На трассе Москва-Казань (М-7). В посёлке одна улица — Казанская, идущая параллельно трассе.

## Население
| 2002 | 2010 |
| ---- | ---- |
| 45   | ↘28  |